# أولكسندر أبرامينكو
أولكسندر أبرامينكو (مواليد 4 مايو 1988) هو لاعب تزلج حر أوكراني، فاز بالميدالية الفضية في أولمبياد 2022.